# Finanzierungsschatz
Finanzierungsschätze waren speziell für Privatanleger entwickelte Bundeswertpapiere, also Anleihen der Bundesrepublik Deutschland. 

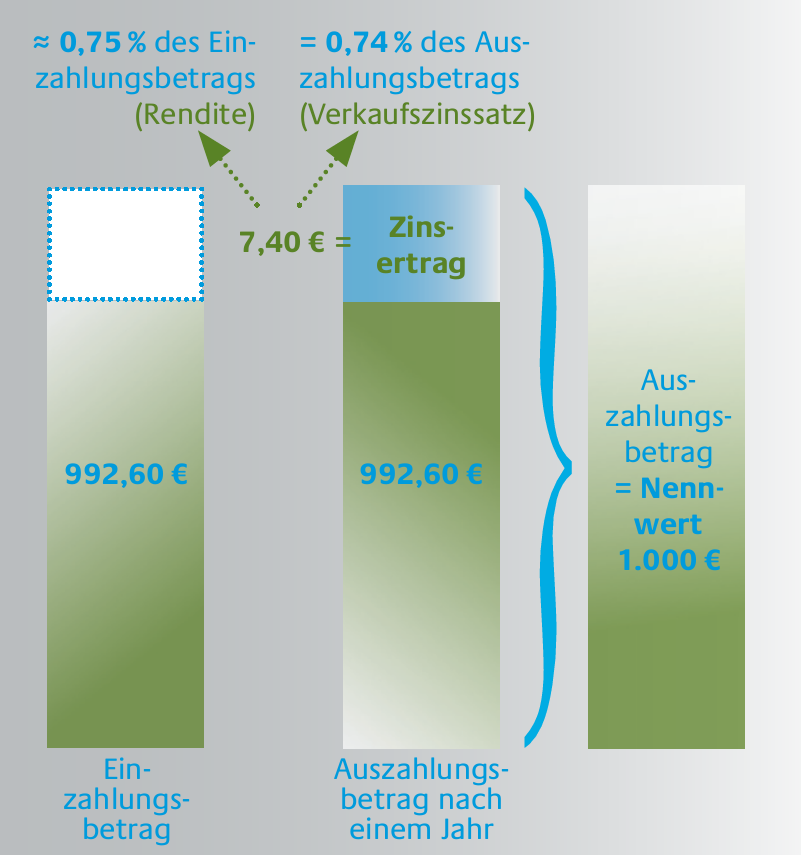
Der Unterschied zwischen niedrigeren Kaufpreis und höherer Rückzahlung zum vollen Nennwert ist der Ertrag des Anlegers.

Sie wurden zwischen den Jahren 1975 und 2012 regelmäßig als Daueremissionen ausgegeben. Sie waren als Nullkuponanleihen ausgestattet mit einer Laufzeit von 1 oder 2 Jahren. In den Anfangsjahren wurden sie durch die Bundeswertpapierverwaltung begeben; 2006 übernahm die Bundesrepublik Deutschland – Finanzagentur GmbH die Ausgabe der Finanzierungsschätze. Sie dienten der Finanzierung des Staatsdefizits ebenso wie der Vermögensbildung der privaten Anleger.
Ab 1975 wurden Finanzierungsschätze mit 12 und 24 Monaten Laufzeit als Diskontpapiere aufgelegt. Das heißt, die Zinsen über die gesamte Laufzeit wurden beim Erwerb vom Nennwert abgezogen, der Kaufpreis war somit niedriger als der spätere Rückzahlungsbetrag (volle Nennwert) am Laufzeitende. Die Auflegung erfolgte in monatlich neuen Serien mit Fälligkeit jeweils am 20. eines Monats. Davon unabhängig konnten die Konditionen vom Emittenten jedoch täglich bis 12 Uhr an sich verändernde Marktbedingungen angepasst werden.
Erwerbsberechtigt war jedermann mit Ausnahme von Kreditinstituten. Der Kauf dieser Wertpapiere war auf einen Höchstbetrag von 250.000 Euro je Person und Geschäftstag begrenzt. Der Mindestanlagebetrag belief sich auf 500 Euro. Finanzierungsschätze wurden nicht in den Börsenhandel eingeführt, unterlagen keinem Kursrisiko und konnten nicht vorzeitig zurückgegeben werden.
Erwerbbar war immer nur die zuletzt begebene Ausgabe eines Finanzierungsschatzes – gebührenfrei bei jeder Bank, Sparkasse, Genossenschaftsbank oder der Finanzagentur des Bundes.
Am 4. Juli 2012 gab die Finanzagentur des Bundes bekannt, dass das Neugeschäft mit Privatkunden ab 2013 aus Kostengründen eingestellt wird und keine Bundesschatzbriefe und Finanzierungsschätze mehr aufgelegt werden.
Die letzte Ausgabe der Finanzierungsschätze wurde am 20. Dezember 2014 getilgt.

## Beispiel
Soll ein einjähriger Finanzierungsschatz über 500 Euro (Nennwert) zu einem Verkaufszinssatz von 3,47 % erworben werden, so müssen beim Kauf lediglich 482,65 Euro angelegt werden. Nach einem Jahr werden 500 Euro ausgezahlt. Die Differenz von 17,35 Euro entspricht – bezogen auf den Nennwert von 500 Euro – dem Verkaufszins von 3,47 % und – bezogen auf den Anlagebetrag von 482,65 Euro – einer Rendite von 3,60 %.